# 伊馬拉·瓊斯
伊馬拉·瓊斯（英語：Imara Jones）是一名美國政治記者和跨性別社會運動者，是跨平台新聞、個人故事和敘事項目TransLash Media的創建者。她也是《The Last Sip》的主持人，這是一個每週一次的半小時新聞節目，針對有色人種的千禧世代，特別是女性和LGBTQ群體。她是一名跨性別人士。
2019年，她主持了有史以來第一次聯合國性別多樣性高級別會議，與會者超過600人。
瓊斯作為主持人、廣播新聞分析員和作家的工作重點是社會正義和公平問題。她曾被許多新聞媒體報導，如《衛報》、《國家》、MSNBC、CNBC、NPR、Mic、TheGrio、《ColorLines》和《In The Thick》播客。她還接受了與紐約公共圖書館合作的紐約市跨性別口述歷史項目的採訪。
瓊斯曾在柯林頓白宮擔任經濟政策職務，並在維亞康姆公司擔任傳播職務，在那裡她領導了獲獎的了解愛滋病運動。她擁有倫敦經濟學院和哥倫比亞大學的學位。瓊斯目前是索羅斯的平等研究員瓊斯曾在克林頓白宮擔任經濟政策職務，並在維亞康姆公司擔任傳播職務，在那裡她領導了獲獎的了解愛滋病運動。她擁有倫敦政治經濟學院和哥倫比亞大學的學位。瓊斯目前是索羅斯的平等研究員 ，也是反暴力項目和新驕傲議程的董事會成員。

## 早期生活和教育
瓊斯擁有哥倫比亞大學的政治學本科學位，以及倫敦政治經濟學院的經濟學碩士學位。在從事新聞工作之前，瓊斯曾在柯林頓白宮從事國際貿易政策，並在維亞康姆公司擔任高管。

## 榮譽
瓊斯曾因其作品獲得艾美獎和皮博迪獎。她被《倡導》雜誌評為2018年「驕傲冠軍」。
2023年，她被《時代》雜誌評為全球百大最具影響力人物之一。

## 外部連結
- 官方网站